# Ray tracing (física)
Em física, Ray tracing (traçado de raios) é um método para calcular o caminho de ondas ou partículas através de um sistema com regiões de variação de propagação, velocidade, características de absorção e superfícies refletoras. Sob essas circunstâncias, a frente de onda pode dobrar-se, mudar de direção, ou refletir sobre as superfícies, dificultando a análise. Ray tracing rresolve o problema através do avanço repetidamente feixes estreitos idealizadas chamados raios por meio de quantidades discretas. Problemas simples podem ser analisados pela propagação de alguns raios usando matemática simples. Análises mais detalhadas podem ser executadas usando um computador para propagar muitos raios.
Quando aplicado a problemas de radiação eletromagnética, ray tracing, muitas vezes, depende de equações aproximadas para as equações de Maxwell de que são válidos, desde que as ondas de luz se propagam através e ao redor de objetos cujas dimensões são muito maiores do que a luz do comprimento de onda. A teoria de ray trancing não descrever fenômenos como interferência e difração, que exigem a teoria da onda (envolvendo a fase da onda).

## Técnica

Traçado de raios de um feixe de luz passando através de um meio com a mudança de índice de refração. O raio é avançada por uma pequena quantia, e, em seguida, a direção é novamente calculado.

Ray tracing funciona supondo que a partícula ou onda pode ser modelado como um grande número de feixes estreitos (raios), e que existe uma certa distância, possivelmente muito pequenas, onde o raio possa ser representado por uma linha reta. O ray tracer avançar o raio sobre esta distância e, em seguida, usa uma derivada local da média para calcular a nova direção do raio. A partir deste local, um novo raio é enviada e o processo é repetido até que um caminho completo é gerado. Se a simulação inclui objetos sólidos, o raio deve ser testado para o cruzar com eles a cada passo, fazendo ajustes para a direção do raio quando uma colisão é encontrado. Outras propriedades do raio pode ser alterado conforme a simulação avanços, tais como a intensidade, comprimento de onda, ou sua   polarização. O processo é repetido com um numero de raios necessario para compreender o funcionamento do sistema.

## Usa

### Os sinais de rádio

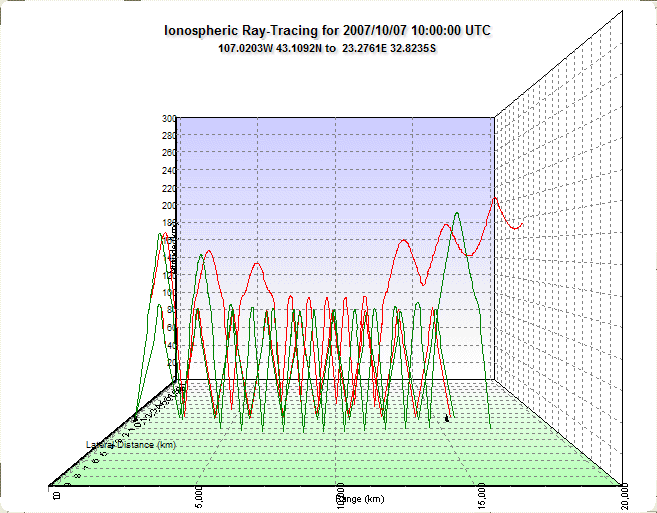
Os sinais de rádio traçada a partir do transmissor à esquerda para o receptor no direito (triângulos na base da grade em 3D).

Uma forma particular de ray tracing é o rádio de sinal de traçamentos de raios, que traça sinais de rádio que são modelados como raios, através da ionosfera onde eles são refratada e/ou refletida de volta para a Terra. Esta forma de ray tracing envolve a integração de equações diferenciais que descrevem a propagação de ondas eletromagnéticas através de meios  dispersivo e anisotrópica , tais como ionosfera. Um exemplo do sinal de traçamentos de raios de rádio  é mostrado à direita. Comunicadores de rádio usar o este sistema para ajudar a determinar o comportamento exato de sinais de rádio e como eles se propagam através da ionosfera.
A imagem a direita ilustra a complexidade da situação. Ao contrário do método de traçamentos de raios ópticos onde  os objetos, normalmente um índice de refração constante, sinal de ray tracing tem de lidar com as complexidades com as variações espacias do índice de refração na inosfera, onde densidades eletronicas influenciam o índice de refração, logo alterando as trajetorias dos raios. Dois conjuntos de sinais são transmitidos em dois diferentes ângulos de elevação. Quando o sinal principal penetra na ionosfera, o campo magnético divide o sinal em duas componentes que são traçadas separadamente pelo ray tracing através da ionosfera. O raio ordinario(vermelho)  segue um caminho completamente independente do raio extraordinario (verde) .

### A acústica do oceano
Velocidade do som no oceano varia com a profundidade devido a alterações na densidade e temperatura, atingindo um mínimo local perto de uma profundidade de 800 a 1000 metros. Este mínimo local, chamado de  canal SOFAR, atua como um guia de ondas, fazendo com que as ondas se cuvem . Ray tracing pode ser usado para calcular o caminho do som através do oceano até grandes distâncias, incorporando os efeitos do canal SOFAR, bem como as reflexões e refrações da superfície do oceano e de seu interior. A partir deste, pode-se computar os locais de alta e baixa intensidade do sinal, que são úteis nos campos do oceano acústica, acústica submarina de comunicaçãoe a tomografia acústica Oceano.

Um ray tracing de frente de ondas sonoras que propagando-se através da variação da densidade do oceano. O caminho pode ser visto a oscilar sobre o canal SOFAR g.

### Design óptico
Ray tracing podem ser utilizados no design de lentes e sistemas ópticos, tais como câmeras, microscópios, telescópios e binóculos, e a sua aplicação neste campo remonta a 1900. O traçamento de raios geometricos é usado para descrever a propagação dos raios de luz através de um sistema de lentes ou instrumentos ópticos, permitindo que as propriedades de formação de imagem do sistema a ser modelado. Os seguintes efeitos podem ser integrados em um traçador de raios de uma forma simples:
- A dispersão leva a aberração cromática
- Polarização
  - Cristais Ópticos
  - Equações de Fresnel
- Laser efeitos de luz
- Interferência de filme fino (revestimento óptico, bolha de sabão) pode ser usada para calcular a refletividade da superfície.

Para a aplicação do design de lente, dois casos especiais de interferência de ondas são importantes para dar conta. Em um ponto focal, raios a partir de uma fonte de luz pontual se encontram de forma a obter interferência construtiva ou destrutiva .
Dentro de uma região muito pequena perto deste ponto a luz de entrada pode ser aproximada por ondas planas que herdam a direção dos raios. O comprimento do caminho óptico até a fonte de luz é utilizado para calcular a fase. A derivada da posição do raio na região focal em relação a origem é usado para obter a largura do raio, e com isto a amplitude da onda plana. O resultado é o point spread function, cuja transformada de Fourier é a função de transferência óptica. A partir deste, o Strehl relação também pode ser calculado.
O outro caso especial a considerar é que a interferência das frentes de ondas , que, como dito antes, são aproximadas como ondas planas. Quando os raios se aproximam ou até mesmo quando se cruzam  a aproximação da onda como uma onda plana é desfeita. Interferência de ondas esféricas não é normalmente utilizado o ray tracing, assim difração em uma abertura não pode ser calculado.
Estas técnicas são utilizadas para otimizar o design do aparelho, minimizando as aberrações, para a fotografia, e para aplicações de compimento de ondas maiores, tais como a concepção de micro-ondas ou mesmo sistemas de rádio e para comprimentos de onda menores, tais como ultravioleta e raios-X.
Antes do advento do computador, calculos utilizando ray trancing foram executados por mão usando trigonometria e tabelas logarítmica . As fórmulas ópticas de muitas lentes fotográficas clássicas foram otimizados por sala cheia de pessoas, cada um dos quais lidou com uma pequena parte de um grande cálculo. Agora eles são trabalhados na ótica de design de software. Uma versão simples de ray tracing conhecido como raio de transferência de matriz de análise é muitas vezes utilizado na concepção de ressonadores ópticos usados em lasers. Os princípios básicos do algoritimo mais usado pode ser encontrado em Spencer e Murty fundamental paper: "General ray tracing Procedure".

### Sismologia

Este traçado de raios de ondas sísmicas através do interior da Terra mostra que os caminhos podem ser bastante complicado, e revela informação sobre a estrutura do nosso planeta

Em sismologia, geofísicos usam o ray tracing para ajudar na localização de terremoto e tomografia computadorizada para a reconstrução do interior da terra. A velocidade da onda sísmica varia dentro e abaixo da crosta da Terra, fazendo com que estas ondas se dobram e refletem. Ray tracing pode ser usado para calcular caminhos através de um modelo geofísico, seguindo-as de volta à sua fonte, como um terremoto, ou deduzir as propriedades do elemento interferente. Em particular, a descoberta de que a zona de sombra sísmica (ilustrado à direita) permitiu aos cientistas deduzir a presença de núcleo derretido da Terra.

### Física Dos Plasmas
De transporte de energia e a propagação de ondas desempenha um papel importante na onda de aquecimento de plasmas. Tajetórias do fluxo de energia das ondas eletromagnéticas através de um plasma não uniforme espacialmente pode ser computado usando soluções diretas de equações de Maxwell. Outra forma de calcular a propagação das ondas em um meio plasmatico é usando o método de Ray Trancing. Estudos de propagação de ondas em plasmas, usando o método de Ray Trancing pode ser encontrada em.